# OpenVAS
OpenVAS (Open Vulnerability Assessment Scanner) ist ein Modul, bestehend aus verschiedenen Diensten und Werkzeugen, des Greenbone Vulnerability Managements (GVM). Das Modul bildet eine Lösung für die Schwachstellen-Suche und das Schwachstellen-Management. Es wurde eigenständig als OpenVAS framework (Open Vulnerability Assessment System framework) vertrieben, 2017 aber als Modul in das GVM integriert.
Sämtliche OpenVAS-Komponenten sind freie Software, die meisten davon sind unter der GPL lizenziert.
OpenVAS wird auch vom deutschen Bundesamt für Sicherheit in der Informationstechnik beworben.

## Geschichte
OpenVAS, initial gestartet als GNessUs, ist eine freie Sicherheitssoftware.
OpenVAS wurde von Nessus abgespalten, als Nessus 2005 zu einer proprietären Lizenz wechselte. Um weiterhin eine freie Version zu haben, wird OpenVAS seitdem auf Basis der letzten freien Version von Nessus weiterentwickelt, die Version 1.0 erschien im Oktober 2007.
Im Jahr 2006 war die offizielle Webpräsenz einige Zeit lang nicht erreichbar. Mitte 2007 wurde OpenVAS wieder in die Liste der Projekte von Software in the Public Interest (SPI) aufgenommen.
2017 trat die Greenbone Networks GmbH als Träger des Projekts stärker in den Fokus und das Akronym wurde zu Open Vulnerability Assessment Scanner umgedeutet. Das OpenVAS framework ist als Modul in den Nachfolger GVM integriert worden. Die letzte Version des OpenVAS framework war „OpenVAS-9“, „GVM-10“ gilt als dessen Nachfolger. Zusätzlich wurde der in OpenVAS integrierte Feed als Greenbone Community Feed in ein eigenes Produkt ausgelagert.
Die Umstellung auf GitHub sowie die Einrichtung eines Community Forums wurde 2018 abgeschlossen, 2019 wurde die Abgrenzung des eigenen Brandings abgeschlossen.
OpenVAS stellt nun, wie ursprünglich definiert und gestartet, den eigentlichen Schwachstellen-Scanner dar. Der OpenVAS-Scanner ist in die Grundstruktur des Greenbone Vulnerability Management (GVM) eingebettet.